# Europeiska instrumentet för tillfälligt stöd för att minska risken för arbetslöshet i en krissituation
Europeiska instrumentet för tillfälligt stöd för att minska risken för arbetslöshet i en krissituation (engelska: European instrument for temporary Support to mitigate Unemployment Risks in an Emergency, SURE) är ett finansiellt instrument inom Europeiska unionen för att stödja medlemsstaternas arbete med korttidsarbete till följd av coronavirusutbrottet 2020–2021 i Europa. SURE föreslogs av kommissionen von der Leyen I den 4 april 2020, antogs den 19 maj 2020 av Europeiska unionens råd och trädde i kraft den 20 maj 2020. Instrumentet omfattar 100 miljarder euro. Tillsammans med 240 miljarder i form av lån inom ramen för Europeiska stabilitetsmekanismen och 200 miljarder i fonder inom ramen för Europeiska investeringsbanken utgör SURE en viktig del av EU:s kortsiktiga åtgärder för att mildra konsekvenserna av coronaviruspandemin.
SURE antogs med artikel 122 i fördraget om Europeiska unionens funktionssätt som rättslig grund. Artikeln tillåter rådet att, på förslag av kommissionen, anta lämpliga
åtgärder med hänsyn till den ekonomiska situationen i en medlemsstat eller bevilja ekonomiskt bistånd till en medlemsstat som har svårigheter eller allvarligt hotas av stora svårigheter till följd av naturkatastrofer eller osedvanliga händelser utanför dess kontroll. SURE är det fjärde låneprogrammet till medlemsstater och tredjeländer som är i behov av finansiell hjälp som EU antagit; de andra är Europeiska finansiella stabiliseringsmekanismen (EFSM), betalningsbalansprogrammet (BoP) och makroekonomiskt stöd (MFA).
I oktober 2020 utfärdades de första obligationerna på finansmarknaden för att finansiera SURE. Efterfrågan var fjorton gånger större än utbudet. De första lånen tillhandahölls Italien (10 miljarder euro), Spanien (6 miljarder euro) och Portugal (1 miljard euro) den 27 oktober 2020. Ytterligare 14 miljarder euro betalades ut till nio olika EU-länder den 17 november 2020, och 14 miljarder euro till nio EU-länder den 2 februari 2021. I mars 2021 godkändes även en utbetalning till Estland. Ytterligar sex utbetalningar skedde den 30 mars 2021, och tolv stycken den 25 maj 2021.
Den 14 december 2022 skedde den sista utbetalningen av medel från SURE. Kommissionen hade då betalat ut 98,4 miljarder euro till medlemsstaterna. SURE-instrumentet upphör den 31 december 2022. Den 14 december 2022 presenterade även Europeiska revisionsrätten en särskild rapport om effekterna av SURE. Enligt revisionsrätten hade kommissionen reagerat snabbt vid upprättandet av SURE och instrumentet ansågs ha haft positiv inverkan på att begränsa arbetslösheten under covid-19-pandemin, dock ansåg revisionsrätten att den exakta omfattningen av instrumentets effekter var oklar och skulle behöva utvärderas ytterligare. Enligt kommissionens femte egna utvärderingsrapporten som publicerades i juni 2023 stöttade SURE totalt 31,5 miljoner arbetstagare och egenföretagare samt 2,5 miljoner företag.